# Quincy Adams (Metro de Boston)
Quincy Adams  es una estación en la línea Roja del Metro de Boston. La estación se encuentra localizada en Burgin Parkway y Centre Street en Quincy, Massachusetts. La estación Quincy Adams fue inaugurada el 10 de septiembre de 1983. La Autoridad de Transporte de la Bahía de Massachusetts es la encargada por el mantenimiento y administración de la estación. 

## Descripción
La estación Quincy Adams cuenta con 1 plataforma central y 2 vías. La estación también cuenta con 2,378 de espacios de aparcamiento.

## Conexiones
La estación es abastecida por las siguientes conexiones: 
- Rutas de autobuses: 238